# Thraulodes spangleri
Thraulodes spangleri är en dagsländeart som beskrevs av Jay R. Traver och Edmunds 1967. Thraulodes spangleri ingår i släktet Thraulodes och familjen starrdagsländor. Inga underarter finns listade i Catalogue of Life.